# Landgericht Dillingen
Das Landgericht Dillingen war ein Amt in Dillingen an der Donau, das 1804 entstand. Durch die Säkularisation 1802/03 kamen neue Gebiete zu Bayern und machten eine Verwaltungsneugliederung notwendig.
Das Landgericht Dillingen setzte sich zusammen aus der Stadt Dillingen, den ehemaligen Pflegämtern des Hochstifts Augsburg (Pflegamt Wittislingen, Pflegamt Aislingen und Pflegamt Weisingen), dem ehemaligen Obervogtamt Holzheim des Domkapitels Augsburg, dem ehemaligen Amt Finningen des Klosters Sankt Ulrich und Afra in Augsburg und den Orten Liezheim, Mindelaltheim und Altenbaindt.

## Orte des Landgerichts
Das Landgericht Dillingen umfasste Ende der 1830er Jahre etwa 213 Quadratkilometer mit insgesamt 14.959 Einwohnern. Diese verteilten sich auf folgende Gemeinden (mit den jeweiligen Einwohnerzahlen): Aislingen 1131, Altenbaindt 114, Baiershofen 345, Baumgarten 216, Bergheim 615, Dillingen 3453, Donaualtheim 563, Dürrlauingen 344, Ellerbach 28, Eppisburg 525, Fristingen 517, Glött 125, Gundremmingen 657, Hafenhofen 333, Hennhofen 201, Holzheim 717, Mödingen 522, Mönstetten 247, Rechbergreuthen 308, Reistingen 297 Riedsend 196, Schabringen 172, Schretzheim 435, Weisingen 563, Winterbach 305 und Wittislingen 1172.
Von 1857 bis 1879 gehörte das Landgericht zum Sprengel des Bezirksgerichts Donauwörth.

## Auflösung des Landgerichts
Zum 1. Juli 1862 wurden die Bezirksämter in Bayern errichtet und die Trennung von Rechtspflege und Verwaltung vollzogen. Die Rechtspflegeeinrichtungen erhielten die Bezeichnung Landgericht (ab dem 1. Januar 1879 Amtsgericht) und die Verwaltungsbehörden die Bezeichnung Bezirksamt.
Die alten Landgerichte Dillingen, Höchstädt und Lauingen wurden 1862 zum Bezirksamt Dillingen zusammengelegt.